# ネイビー
ネイビー（Navy）、ネイビーブルー（Navy Blue）とは一般的に濃紺（のうこん）を指す。英語の“Navy”は元々「海軍」の意味で使われていたが、イギリス海軍の制服の色が濃紺色であったことからこの色を指すようにもなった。
ウェブカラーでは基本16色の1つとして定義されている。ウェブブラウザで“Navy”と指定したときは、16進数表記で #000080 の色が発色される（右図）。
また、日本工業規格のJIS慣用色名では「ネービーブルー」として右図のように定義されている。
日本では古くは紅色や紫色の濃いものは禁色であったのに対し、紺色にはその規制がなかったために濃紺が広く用いられた。ただし、植物染料は色が濃いほど手間や経費、労力がかかるため、濃紺は紺屋職人泣かせの色でもあり、特にこれ以上濃く染められない程に染まった濃紺は留紺（とめこん/とまりこん）と称された。
一般的に「紺色」「濃紺」といった黒に近い強い青全般を表すことが多い。

## マリンブルー
本色は、当初はマリンブルー（マリーンブルー、Marine Blue）という色名で呼ばれていたが、すぐにネイビーブルーという色名に改められた。英語の“Marine”は「海の」という意味であり、命名の由来はネイビーブルーと同じであるが、転じて、海洋全般を意味する青色系統の色としてマリンブルーの色名が用いられる場合がある。
JIS慣用色名では「少し緑みのある海のような青色」として、右図のようにネービーブルーとは別の色が定義されている。ネービーブルーより少々明るい、濃い緑みの青色。

## 近似色
- 青
- 青紫
- 藍色
- 紺色
- 群青色
- 紺青
- 瑠璃色
- 勝色（褐色）